# Serolis serresi
Serolis serresi is een pissebed uit de familie Serolidae. De wetenschappelijke naam van de soort is voor het eerst geldig gepubliceerd in 1877 door Lucas.